# BK Boerevestnik Leningrad
Basketbolnyj kloeb Boerevestnik Leningrad (Russisch: Баскетбольный клуб Буревестник Ленинград) was een professionele basketbalclub uit Leningrad (Rusland).

## Geschiedenis
Het team werd in 1936 opgericht als "Boerevestnik" (Stormvogels), op basis van de Union of Cooperation and State Trade Club (SKiG). Het mannen en vrouwen team nam deel aan het eerste clubkampioenschap van de USSR (1937). Dat jaar haalde het herenteam de 5de plaats in het kampioenschap. In de seizoenen 1937/38 en 1939/40 leed het team geen enkele nederlaag en werden Landskampioen van de Sovjet-Unie. Na de oorlog trad het mannelijke studententeam van Leningrad op in de grote competities onder de naam Leningrad ElektroTechnische Instituut (LETI) (1951-52), "Science" (1953-54) en ten slotte opnieuw "Boerevestnik" (1955-71). De beste prestatie - 4e plaats in het nationale kampioenschap in 1958. In 1971 nam het herenteam voor het laatst deel aan het landskampioenschap van de Sovjet-Unie.

## Erelijst
- Landskampioen Sovjet-Unie: 2
  - Winnaar: 1938, 1940

## Bekende (oud)-spelers
- - Pavel Baranov
- - Viktor Razzjivin
- - Oleg Koetoezov
- - Oleg Mamontov
- - Aleksandr Venediktov
- Vladimir Fomitsjev
- Michail Prjachin
- Mark Smirnov
- Joeri Nekrasov
- Oleg Popkov
- Igor Bykov
- - Leonid Ivanov
- - Kazys Petkevičius

## Bekende (oud)-coaches
- - Michail Kroetikov (1936-1954)
- - Georgi Oeljasjenko
- - Jevgeni Kozjevnikov (1970-1971)
- - Viktor Razzjivin